# Hemigraphis diversifolia
Hemigraphis diversifolia är en akantusväxtart som beskrevs av Adolph Daniel Edward Elmer. Hemigraphis diversifolia ingår i släktet Hemigraphis och familjen akantusväxter. Inga underarter finns listade i Catalogue of Life.